# Myrmotherula multostriata
El hormiguerito amazónico (Myrmotherula multostriata), también denominado hormiguerito estriado (en Colombia), hormiguerito rayado de Amazonas (en Venezuela) u hormiguerito-rayado amazónico (en Perú, es una especie de ave passeriforme de la familia Thamnophilidae perteneciente al numeroso género Myrmotherula. Es nativo de la cuenca amazónica en América del Sur.

## Distribución y hábitat

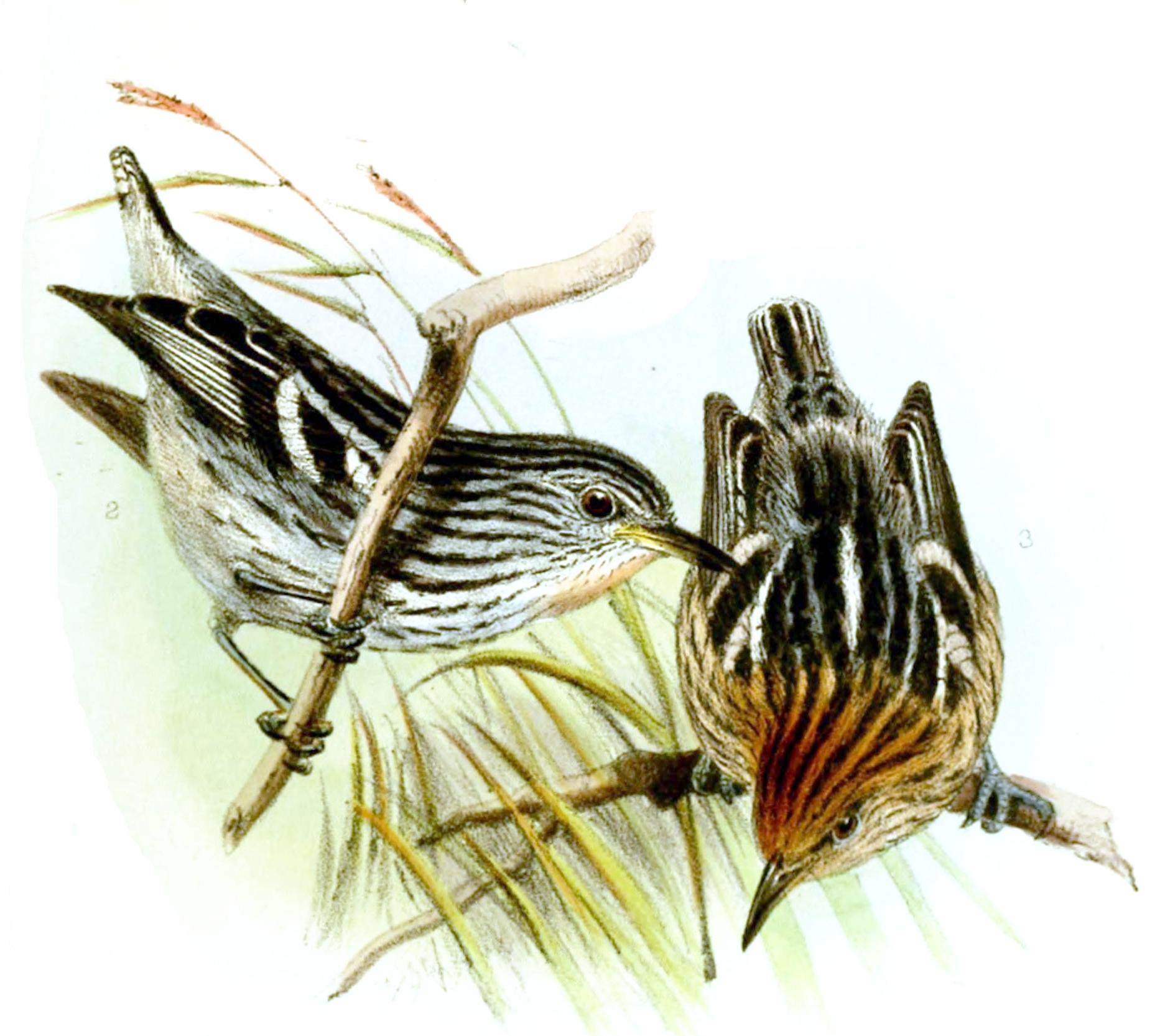
Myrmotherula multostriata, macho (izquierda) y hembra (derecha), ilustración de Wolf para Proceedings of the Zoological Society of London, 1858.

Se distribuye localmente en el sureste de Colombia, sur de Venezuela (extremo oeste de Amazonas), y desde el este de Ecuador y noreste y este de Perú hacia el este a través del centro de Brasil (hacia el este hasta el oeste de Maranhão y norte de Tocantins, extendiéndose al norte del río Amazonas solamente en una área al oeste del bajo río Negro y también al noreste de Manaus) y hacia el sur hasta Mato Grosso y noroeste y noreste de Bolivia.
Esta especie es bastante común en los crecimientos arbustivos a lo largo de las márgenes de lagos y cursos de agua en la mayor parte de la extensa región amazónica, hasta los 600 m de altitud en Bolivia.

## Sistemática

### Descripción original
La especie M. multostriata fue descrita por primera vez por el zoólogo británico Philip Lutley Sclater en 1858 bajo el mismo nombre científico; localidad tipo «Río Ucayali, Perú».

### Etimología
El nombre genérico femenino «Myrmotherula» es un diminutivo del género Myrmothera, del griego «murmos»: hormiga y «thēras»: cazador; significando «pequeño cazador de hormigas»; y el nombre de la especie «multostriata», proviene del latín «multus»:mucho  y «striatus»: estriado; significando «muy estriada».

### Taxonomía
Los datos genéticos y morfológicos indican que esta especie, junto a Myrmotherula brachyura, M. ignota, M. ambigua, M. sclateri, M. surinamensis, M. pacifica, M. cherriei, M. klagesi y M. longicauda representan un grupo monofilético: el grupo de hormigueritos estriados.
Es considerada especie hermana de M. surinamensis y hasta recientemente fue tratada como conespecífica con ésta y con M. pacifica, pero las características vocales y de plumaje indican que se tratan de tres especies separadas. Difiere de M. surinamensis principalmente en el plumaje de la hembra y en la vocalización. Es monotípica.